# ابرمعادله
ابرمعادله (انگلیسی: Superformula) تعمیم ابربیضی است و یوهان گیلیس آن را در حدود سال ۲۰۰۰ میلادی منتشر کرد. به گفتهٔ گیلیس ابرمعادله می‌تواند اشکال پیچیدهٔ بسیاری که در طبیعت یافت می‌شوند را تولید کند. گیلیس این فرمول و الگوهایی که تولید می‌کند را ثبت اختراع کرده‌است.
در دستگاه مختصات قطبی، با شعاع{\displaystyle r} و زاویهٔ {\displaystyle \varphi } ابرمعادله عبارت است از:
{\displaystyle r\left(\varphi \right)=\left(\left|{\frac {\cos \left({\frac {m_{1}\varphi }{4}}\right)}{a}}\right|^{n_{2}}+\left|{\frac {\sin \left({\frac {m_{2}\varphi }{4}}\right)}{b}}\right|^{n_{3}}\right)^{-{\frac {1}{n_{1}}}}.}
با انتخاب مقادیر مختلف برای {\displaystyle a,b,m_{1},m_{2},n_{1},n_{2},} و {\displaystyle n_{3},} اشکال مختلفی می‌توان تولید کرد.
این فرمول با تعمیم ابربیضی حاصل شده‌است که توسط ریاضی‌دان دانمارکی پیت هاین ارائه شد.

## پانويس
1. ↑  Johan Gielis